# Charles-Mathias Simons

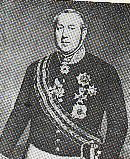
Charles-Mathias Simons

Charles-Mathias Simons (* 27. März 1802 in Bitburg; † 5. Oktober 1874 in Luxemburg) war ein luxemburgischer Jurist und Politiker.

## Leben
Charles-Mathias Simons wurde 1802 im damals noch luxemburgischen Bitburg geboren. 1823 schloss er sein Studium der Rechtswissenschaft in Lüttich ab und ließ sich im Jahr darauf als Anwalt in Diekirch nieder. 1831 wurde er Delegierter des belgischen Nationalkongresses in Brüssel und arbeitete dort die neue belgische Verfassung mit aus.
Von 1836 bis 1837 war Simons Mitglied des Provinzrates und ab 1841 auch Mitglied der Assemblée des États. Zwischen 1843 und 1848 amtierte er als Mitglied im Regierungsrat und 1848 in der Assemblée constituante. Vom 1. August bis zum 2. Dezember 1848 war er Generaldirektor für Gemeindeangelegenheiten in der Regierung de la Fontaine.
Nachdem die Regierung, auf Wunsch von König-Großherzog Wilhelm III., der sich durch seinen Bruder Heinrich von Oranien-Nassau vertreten ließ, abgesetzt worden war, wurde Charles-Mathias Simons am 23. September 1853 zum Staatsminister und Regierungspräsidenten von Luxemburg ernannt.
In Simons Regierungszeit fiel die Überarbeitung der luxemburgischen Verfassung von 1856, die der König-Großherzog gegen den Willen des Parlaments durchsetzte und die ihm mehr Macht zusprach. Zugleich wurden die Rechte des Parlamentes (der Chamber) beschnitten und der Staatsrat als Kontrollorgan eingesetzt.
In Simons Zeit als Staatsminister wurde auch die erste Eisenbahnlinie Luxemburgs am 4. Oktober 1859 eingeweiht, sowie die ersten Banken (Banque Internationale à Luxembourg und Sparkasse) gegründet.
Am 26. September 1860 musste Simons auf Drängen der Opposition zurücktreten, da der Widerstand gegen seine Staatsstreich-Regierung im Parlament nach den Neuwahlen zu groß wurde.
Anschließend war er bis 1874 Mitglied im Staatsrat. Simons starb am 5. Oktober 1874 in Luxemburg-Stadt.
| Personendaten    | Personendaten                        |
| ---------------- | ------------------------------------ |
| NAME             | Simons, Charles-Mathias              |
| KURZBESCHREIBUNG | luxemburgischer Jurist und Politiker |
| GEBURTSDATUM     | 27. März 1802                        |
| GEBURTSORT       | Bitburg, Luxemburg                   |
| STERBEDATUM      | 5. Oktober 1874                      |
| STERBEORT        | Luxemburg, Großherzogtum Luxemburg   |